# Liste der Bodendenkmäler in Lisberg
Auf dieser Seite sind die Bodendenkmäler in der oberfränkischen Gemeinde Lisberg zusammengestellt. Diese Tabelle ist eine Teilliste der Liste der Bodendenkmäler in Bayern. Grundlage ist die Bayerische Denkmalliste, die auf Basis des Bayerischen Denkmalschutzgesetzes vom 1. Oktober 1973 erstmals erstellt wurde und seither durch das Bayerische Landesamt für Denkmalpflege geführt wird. Die folgenden Angaben ersetzen nicht die rechtsverbindliche Auskunft der Denkmalschutzbehörde.

## Bodendenkmäler der Gemeinde Lisberg

### Bodendenkmäler in der Gemarkung Lisberg
| Lage               | Objekt | Akten-Nr.     | Bild |
| ------------------ | --- | ------------- | ---- |
| Lisberg (Standort) | Vorgeschichtlicher Schlagplatz. | D-4-6130-0043 |      |
| Lisberg (Standort) | Archäologische Befunde des frühen, hohen und späten Mittelalters sowie der frühen Neuzeit im Bereich der Burg Lisberg mit Ökonomiegebäuden. | D-4-6130-0061 |      |
| Lisberg (Standort) | Archäologische Befunde im Bereich der frühneuzeitlichen Katholischen Pfarrkirche St. Trinitatis von Lisberg.                                | D-4-6130-0062 |      |

### Bodendenkmäler in der Gemarkung Trabelsdorf
| Lage                   | Objekt | Akten-Nr.     | Bild |
| ---------------------- | --- | ------------- | ---- |
| Trabelsdorf (Standort) | Archäologische Befunde im Bereich der frühneuzeitlichen Evangelisch-Lutherischen Pfarrkirche von Trabelsdorf. | D-4-6130-0064 |      |
| Trabelsdorf (Standort) | Archäologische Befunde des Mittelalters und der frühen Neuzeit im Bereich des Schlosses in Trabelsdorf.       | D-4-6130-0065 |      |